# Gu Bon-gil
Gu Bon-gil (* 27. April 1989 in Seoul) ist ein südkoreanischer Säbelfechter, Olympiasieger und Weltmeister.

## Erfolge
Gu Bon-gil begann 2002 mit dem Fechten und gab im Jahr 2009 sein internationales Debüt.
Der Rechtshänder feierte auf kontinentaler Ebene zahllose Erfolge. So wurde er bei Asienmeisterschaften insgesamt 16 Mal Asienmeister, davon siebenmal im Einzel sowie neunmal mit der Mannschaft. Sein erster Medaillengewinn gelang ihm 2010 in seiner Geburtsstadt Seoul, wo er sogleich Asienmeister im Einzel wurde und mit der Mannschaft den zweiten Rang belegte. Im Jahr darauf gewann er an selber Stelle ebenfalls Gold und Silber, nur diesmal umgekehrt: im Einzel wurde er Vizemeister, während er mit der Mannschaft den Titelgewinnen feiern durfte. 2012 wiederholte er in Wakayama seinen Erfolg von 2010 und wurde Asienmeister im Einzel, mit der Mannschaft verpasste er den Titel jedoch. Sowohl 2013 in Shanghai als auch 2014 in Suwon holte er sowohl im Einzel- als auch im Mannschaftswettbewerb die Goldmedaille. In Singapur belegte er 2015 den zweiten Rang im Einzel und verpasste im Jahr darauf in Wuxi erstmals bei einer Asienmeisterschaft nicht nur das Finale, sondern blieb ohne Medaille im Einzel. Die Mannschaftswettbewerbe gewann er jeweils. Bei den Meisterschaften 2017 in Hongkong gelang Gu zum nunmehr dritten Mal der Doppelerfolg mit Gold im Einzel und mit der Mannschaft. Seinen Einzeltitel verteidigte er 2018 in Bangkok erfolgreich, wohingegen er mit der Mannschaft sein erstes Bronze bei Asienmeisterschaften gewann. Mit der Mannschaft folgten weitere Titelgewinne 2019 in Tokio, 2022 in Chiba und 2024 in Kuwait. 2022 wurde er außerdem nochmals im Einzel Asienmeister.
Bei Asienspielen war Gu bei sämtlichen seiner Teilnahmen der dominierende Säbelfechter. Er erfocht sowohl 2010 in Guangzhou als auch 2014 in Incheon und 2018 in Jakarta jeweils die Goldmedaille. Mit der Mannschaft gelang ihm dieser Erfolg ebenfalls bei den Spielen 2014 und 2018. 2010 unterlag die Mannschaft im Finale China und gewann somit die Silbermedaille. Bei den 2023 ausgetragenen Asienspielen 2022 in Hangzhou gewann er im Einzel die Silber- und mit der Mannschaft die Goldmedaille.
Auf internationaler Ebene war Gu 2011 bei der Universiade erfolgreich gewesen, er gewann Silber im Einzel und Bronze mit der Mannschaft. Im selben Jahr gelang ihm sein erster Erfolg bei Weltmeisterschaften. 2011 sicherte er sich in Catania Bronze im Einzel, ebenso 2013 in Budapest. 2014 gewann er sowohl im Einzel- als auch im Mannschaftswettbewerb die Silbermedaille. Eine weitere Silbermedaille folgte 2017 in Leipzig im Einzel. Mit der Mannschaft wurde er dagegen erstmals Weltmeister und verteidigte diesen Titel auch im Jahr darauf in Wuxi, 2019 in Budapest und 2022 in Kairo.
Bei den Olympischen Spielen 2012 in London erfocht Gu mit der Mannschaft die Goldmedaille, im Einzel belegte er nach einer Niederlage im Achtelfinale gegen Max Hartung den 10. Platz. Auch bei seiner zweiten Olympiateilnahme vier Jahre später gelang ihm im Einzel kein Medaillengewinn. Er scheiterte in der zweiten Runde an Mojtaba Abedini und schloss die Spiele auf dem 9. Rang ab. Der Mannschaftswettbewerb im Säbelfechten war 2016 nicht im Programm. Gu war Fahnenträger der südkoreanischen Delegation bei der Eröffnungsfeier der
Spiele. Gu war zudem bereits mehrfach Weltranglistenführender im Säbel. Bei den 2021 ausgetragenen Olympischen Spielen 2020 in Tokio wurde Gu mit der Mannschaft erneut Olympiasieger. Diesen Titel verteidigte er auch bei den Olympischen Spielen in Paris. Im Mannschaftswettbewerb bezwang er mit Oh Sang-uk, Park Sang-won und Do Gyeong-dong im ersten Gefecht Kanada mit 45:33. Auch das Halbfinale gegen Frankreich wurde mit 45:39 gewonnen, sodass die Südkoreaner ins Finale gegen Ungarn einzogen. Mit 45:41 bezwangen sie die ungarische Équipe und gewannen damit wie schon bei den letzten Olympischen Spielen die Goldmedaille. In der Einzelkonkurrenz schied Gu hingegen bereits in der ersten Runde gegen den späteren Finalisten Farès Ferjani mit 8:15 aus.